# Sanislău
Sanislău là một xã thuộc hạt Satu Mare, România. Dân số thời điểm năm 2002 là 5198 người.